# Capitole de l'État du Colorado
Le Capitole de l'État du Colorado (en anglais, Colorado State Capitol Building), situé sur la East Colfax Avenue à Denver, abrite le gouvernement de l'État du Colorado et en particulier les bureaux du gouverneur du Colorado.
Dessiné par Elijah E. Myers, il fut construit dans les années 1890 avec du granite blanc du Colorado. Son dôme est recouvert d'une couche d'or depuis 1908 pour commémorer la ruée vers l'or qu'a connue la région lors de la seconde moitié du XIXe siècle.
Le bâtiment, posé sur une colline et avec ses 55 mètres de haut, dominait la ville de Denver à cette époque. L'altitude de la ville de Denver est mesurée près de l'entrée occidentale du building où elle vaut exactement 1 mile (environ 1 600 mètres). Sur les marches proches est indiquée la mention « One Mile Above Sea Level »  qui signifie « un mile au-dessus du niveau de la mer ». Une nouvelle marque dut être faite quelques centimètres plus haut en 1969 à la suite d'une étude de l'université du Colorado qui remplaça l'ancienne valeur.
En 2003, cette valeur fut à nouveau revue grâce à de nouvelles techniques et une nouvelle marque indiquant la hauteur de 1 mile se trouve actuellement au niveau de la 13e marche de cette entrée occidentale. 
L'intérieur du bâtiment est constitué de beaucoup de marbre rose du Colorado, une pierre rare et provenant d'une carrière près de Beulah dans le Colorado. Du marbre blanc provenant de carrières situées à proximité de la localité de Marble est également utilisé. Les fenêtres sont faites de vitraux qui dépeignent des personnalités ou des évènements de l'histoire du Colorado. Les halls sont décorés des présidents des États-Unis.